# DKW F 1
Der DKW F 1 ist ein Kleinwagen der Marke DKW, den die Zschopauer Motorenwerke J. S. Rasmussen 1931 auf den Markt brachten. Der Pkw mit Zweizylinder-Zweitaktmotor war einer der ersten serienmäßig hergestellten Pkw mit Frontantrieb und damit ein Meilenstein in der Entwicklungsgeschichte des Automobils. Wie alle weiteren „Frontwagen“ (geschützter Name) der ab 1932 zur Auto Union AG gehörenden Marke DKW wurde der F 1 im Audiwerk in Zwickau gebaut, während die DKW-Automobile mit Hinterradantrieb im Werk Spandau hergestellt wurden.

## Geschichte

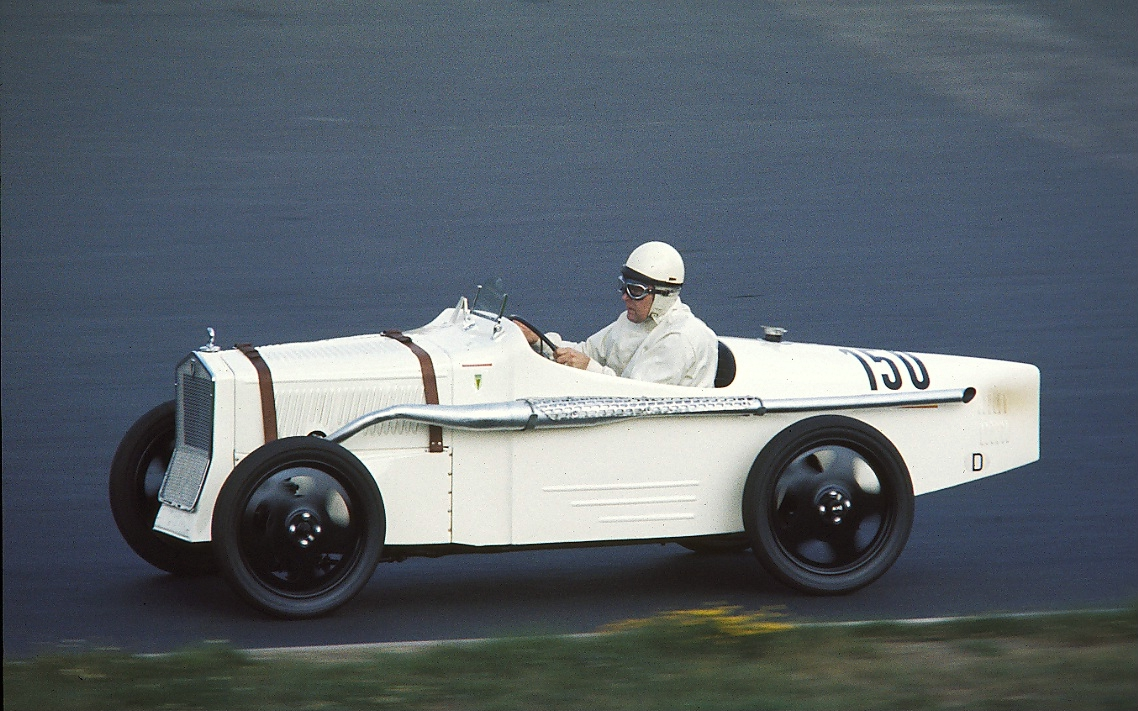
DKW F 1 Monoposto

Im Oktober 1930 beauftragte Jørgen Skafte Rasmussen das Audi-Konstruktionsbüro in Zwickau, einen Kleinwagen zu entwickeln, der von einem DKW-Zweitakt-Motorradmotor angetrieben werden sollte, den die Zschopauer Motorenwerke produzierten. Weitere Vorgaben waren Frontantrieb, Einzelradaufhängung und ein Fahrgestell mit besonders niedriger Schwerpunktlage. Außerdem sollte der Wagen volkstümlich und billig sein.
Nach einer Entwicklungszeit von knapp sechs Wochen stellten die Konstrukteure einen dreisitzigen Roadster vor, der vollgetankt nur 450 kg wog und ausgezeichnete Fahreigenschaften hatte. Der Wagen mit 500-cm³-Motor, einem Hilfsrahmen aus zwei stählernen U-Profil-Längsträgern als Fahrgestell und offener Ganzstahlkarosserie wurde als DKW Typ FA 500 im Frühjahr 1931 auf der Automobilausstellung in Berlin gezeigt. Im gleichen Jahr ging der DKW Front F 1 (Typ FA 600) mit stärkerem 584-cm³-Motor und kunstlederbespannter Sperrholzkarosserie in Serie. Der DKW F 1 hat vorn und hinten Einzelradaufhängung an Querblattfedern und war als zwei- und viersitziges Cabriolet bzw. Cabriolimousine erhältlich. Die günstigste Ausführung kostete rund 1750 Reichsmark.

## Technische Daten
| DKW F 1 (1931/32)              | Daten                                                                    | Daten                                                                    |
| ------------------------------ | ------------------------------------------------------------------------ | ------------------------------------------------------------------------ |
| Motor:                         | Zweizylinder-Zweitaktmotor (Parallel-Twin), quer eingebaut               | Zweizylinder-Zweitaktmotor (Parallel-Twin), quer eingebaut               |
| Bohrung × Hub:                 | 68 × 68 mm                                                               | 74 × 68 mm                                                               |
| Hubraum:                       | 494 cm³                                                                  | 584 cm³                                                                  |
| Leistung:                      | 11 kW (15 PS)                                                            | 13 kW (18 PS)                                                            |
| Kühlung:                       | Thermosiphonkühlung (6 Liter Kühlflüssigkeit)                            | Thermosiphonkühlung (6 Liter Kühlflüssigkeit)                            |
| Getriebe:                      | Dreiganggetriebe (mit Krückstockschaltung), Frontantrieb                 | Dreiganggetriebe (mit Krückstockschaltung), Frontantrieb                 |
| Fahrgestell:                   | 2 Zentralholme mit Querträgern                                           | 2 Zentralholme mit Querträgern                                           |
| Radaufhängung:                 | Einzelradaufhängung an oberer und unterer Querblattfeder vorn und hinten | Einzelradaufhängung an oberer und unterer Querblattfeder vorn und hinten |
| Leergewicht (ohne Fahrer)      |                                                                          |                                                                          |
| * Roadster zweisitzig:         | 435 kg                                                                   | 435 kg                                                                   |
| * Roadster dreisitzig:         | 450 kg                                                                   | 450 kg                                                                   |
| * Cabrio-Limousine 2+2-sitzig: | 515 kg                                                                   | 515 kg                                                                   |
| * Cabrio-Limousine viersitzig: | 580 kg                                                                   | 580 kg                                                                   |
| * Limousine:                   | 600 kg                                                                   | 600 kg                                                                   |
| Verbrauch:                     | ca. 8 l/100 km (Gemisch)                                                 | ca. 8 l/100 km (Gemisch)                                                 |
| Tank:                          | 25-l-Tank im Motorraum                                                   | 25-l-Tank im Motorraum                                                   |
| Höchstgeschwindigkeit:         | 75–85 km/h                                                               | 75–85 km/h                                                               |

Vorderradaufhängung und Frontantrieb
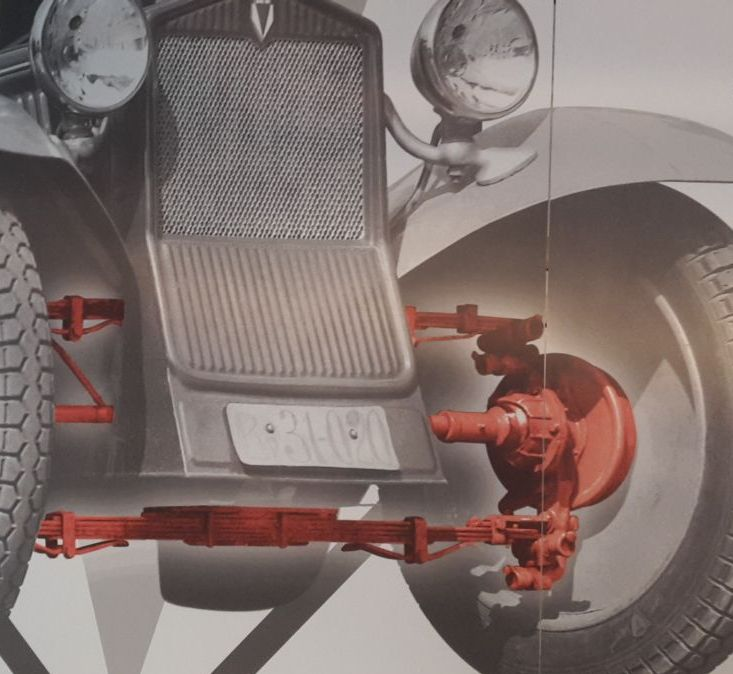
Einzelradaufhängung an doppelten Querblattfedern, Urform der Doppelquerlenkerachse
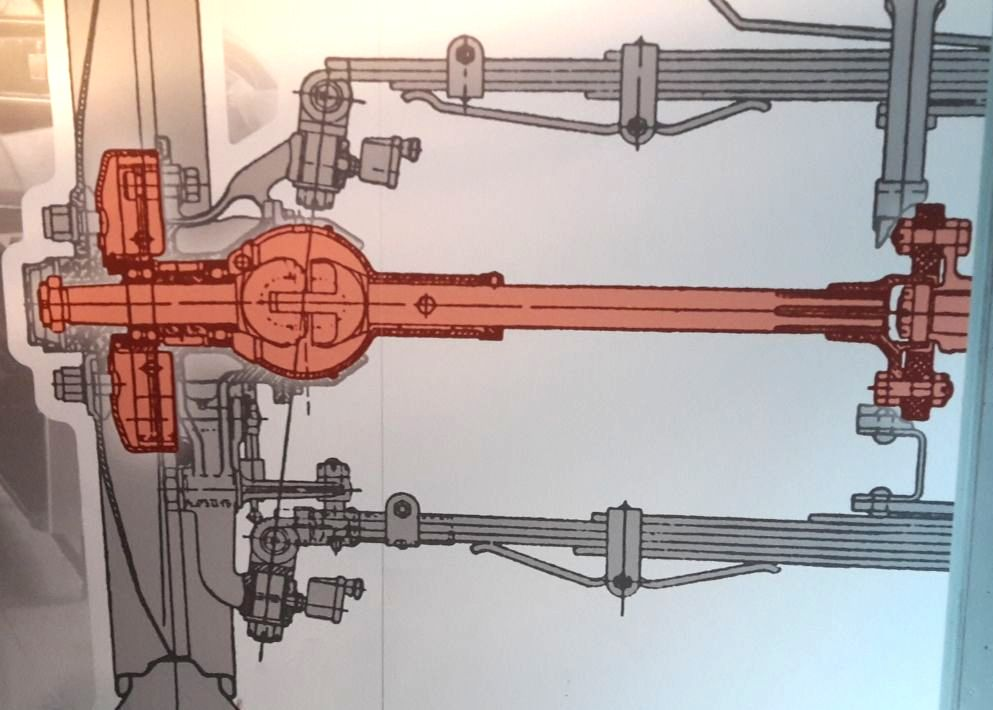
Vorderradantrieb mit Tracta-Gleichlaufgelenk in der Antriebswelle

Außer als Roadster, Cabrio-Limousine und Limousine gab es den F 1 in verschiedenen Sportausführungen, unter anderem als Monoposto mit dem damals modischen Bootsheck. (Höchstgeschwindigkeit des F-1-Monoposto beim Oldtimer-GP der 1970er-Jahre auf der Zielgeraden des Nürburgrings: 120 km/h)

## Die weitere Entwicklung
Die erfolgreiche DKW-Baureihe F 1 bis F 8 machte die Auto Union nach Opel zum zweitgrößten Automobilhersteller im Deutschen Reich. Die „Frontwagen“ wurden in Deutschland rund 218.000-mal verkauft und waren nicht nur das erfolgreichste DKW-Produkt, sondern die meistgekauften Kleinwagen ihrer Zeit.